# Alfredo Escobar Zamora
Alfredo Escobar Zamora (Nogales, sector El Melón, 22 de octubre de 1911-Renca, 5 de enero de 1986). fue un obrero minero, dirigente sindical y político comunista chileno. Hijo de Juan de Dios Escobar Aguilar y María Urbana Zamora Zamora. Contrajo nupcias en Quillota, con Matilde Zamora Cabrera, matrimonio del cual nacen cuatro hijos.
Estudió hasta 5º básico en la Escuela Pública de La Calera. Luego hizo estudios en forma individual. Se desempeñó como minero a partir de 1925, en el Mineral El Soldado y a partir de 1929 trabajó en la Fábrica de Cemento El Melón, donde también laboró como minero en las minas Calera y Melón. 
Fue dirigente sindical en El Melón (1936) y fue elegido director del Sindicato de Obreros. Miembro de la Junta de Reconciliación y Arbitraje de Quillota. Consejero de la Casa Nacional del Niño (1941).

## Actividad Política
Militó en el Partido Comunista, fue miembro de la comisión política del partido y dirigente del Comité Local de Nogales. Regidor de la Municipalidad de Nogales (1938-1941). Trabajó con Pablo Neruda, ayudando a la llegada de los españoles exiliados en el Winnipeg.
Fue elegido Diputado por la 6ª agrupación departamental de Valparaíso, Casablanca, Quillota y Limache para los períodos 1941-1945 y 1945-1949. Fue miembro de las comisiones de Vías y Obras Públicas, la de Trabajo y Legislación Social y la de Industrias.
Miembro de las organizaciones y clubes deportivos de Nogales y El Melón. Participó en la institución “Amigos de los Derechos del Hombre.”

## Persecución
Dirigente del Partido Comunista, fue perseguido durante el gobierno de Gabriel González Videla, gracias a la ley maldita (Ley de Defensa Permanente de la Democracia).